# Емильчинский район
Емильчи́нский райо́н (укр. Ємільчинський район) — упразднённая административная единица на северо-западе Житомирской области Украины. Административный центр — посёлок городского типа Емильчино.

## География
Площадь — 2,1 тыс. км².
Основные реки — Уж, Уборть.

## История
28 ноября 1957 года к Емильчинскому району была присоединена часть территории упразднённого Городницкого района.
17 июля 2020 года в результате административно-территориальной реформы район вошёл в состав Новоград-Волынского района
В ходе российского вторжение в Украину была взята маленькая часть района в ходе чего была создана военно-гражданская администрация Емильчанского района.

## Демография
Население района составляет 41 тыс. человек (данные 2005 г.), в том числе в городских условиях проживают около 8.7 тыс. Всего насчитывается 117 населённых пунктов.

## Административно-территориальное устройство
Количество советов:
- поселковых — 2;
- сельских — 35.

Количество населённых пунктов:
- посёлков городского типа — 2;
- сёл — 117.

## Населённые пункты
Список населённых пунктов района находится внизу страницы.

## Транспорт
Эксплуатационная длина железнодорожных путей: всего — 32 км, а том числе электрифицированных — 32 км.
Длина автомобильных путей общегосударственного значения — 46,0 км, местного значения — 488,7.
Количество мостов — 10.

## Достопримечательности
- Забарский заказник, гидр., 1095 га. 1980, Емильчинский р-н, Глумчанское л-во, кв. 1-3, 6-8, 17-19. Сфагновое болото, которое регулирует водный режим р. Уборти. Заросли вербы и разнотравье, место поселения глухарей и тетеревов.
- Заказник «Волчьи острова», гидр., 452 и 1278 га, 1984, Емильчинский р-н, Емильчинское л-во, кв. 13, 14, 23, 24. Болотный массив, регулятор водного режима р. Уборти. Место поселения бобров, ондатры, выдры, пресмыкающихся, гнездования водно-болотных птиц, чёрного аиста, обитает 30 видов рыб.
- Заказник «Телячий мох», гидр., 553 га, 1984, охранная зона — 1604 га, Емильчинский р-н, Зубковицкое л-во, кв. 7, 8, 13, 20, 28. Верховое болото с истоком речек, регулирует водность р. Уборть. Место поселения глухарей и тетеревов.
- Заказник «Часниковский», орн., 612 га, 1980, Емильчинский р-н, Кочичинское л-во, кв. 45-47, 53-55. Сфагновое болото, место поселения глухарей, тетеревов, аиста чёрного.